# Audit
Az audit előirányzatokra, eljárásokra, szabványokra vagy követelményekre vonatkozó ellenőrizhető feljegyzések, ténymegállapítások nyerésére és ezek objektív kiértékelésére irányuló módszeres, független és dokumentált folyamat annak meghatározására, hogy az auditkritériumok milyen mértékben teljesülnek.

Az audit szó a latin eredetű "audiencia" szóból ered. A középkorban az audiencia "meghallgatást" jelentett. Vagyis amikor valaki bejelentkezett egy audienciára, akkor meghallgatást kért valamilyen szintű (világi vagy egyházi) elöljárójától, hogy az meghallgassa a panaszát, kérelmét vagy valamely állítását, és utána annak megfelelően hozzon valamilyen döntést.
A mai auditok is legtöbb esetben hasonló jelentéssel bírnak, természetesen kicsit átalakítva már a mai kor követelményeire, viszonyaira. Amikor például valaki tanúsíttatja magát egy szabvány szerint, akkor bejelentkezik a megfelelő tanúsítónál, ő kéri fel (bízza meg) a tanúsítót azzal, hogy az vizsgálja felül a tanúsítás tárgyát egy független követelményrendszer szerint, és igazolja annak megfelelőségét. Tehát ez a tanúsítás nem kötelező, maga a tanúsított kezdeményezi és veti saját magát alá a vizsgálatnak (azaz az audit folyamatának).
Az "audit" szó mai jelentése már jellemzően a "vizsgálat". Általában egy működő rendszerre, folyamatra, termékre vonatkozik, megvizsgálva, hogy az mennyire felel meg az elvárásoknak, előírásoknak. Audit nagyon sokféle lehet, attól függően, hogy ki végzi és milyen célból, illetve hogy mi az audit tárgya. (Pl. vannak könyvvizsgálati auditok, rendszerauditok, folyamat auditok, termékauditok, biztonsági auditok, de beszélhetünk külső vagy belső auditokról is.)
Az audit kifejezést ma legáltalánosabban a minőségügyi ellenőrzések része, a szervezet szabvány szerinti kvalifikálásának eszköze. Az auditot végezheti belső (szervezeten belüli), vagy külső auditor. 
Az auditok csoportosítása
Az auditokat tehát többféleképp is csoportosíthatjuk. Aszerint, hogy
- ki végzi az auditot, és
- mi az audit tárgya.

## Vizsgáló szerinti csoportosítás
A "ki végzi" szempont szerint megkülönböztetünk:
- külső auditot
  - tanúsító audit, vagy másképp 3. fél általi audit. (Ez az, amikor az auditot egy - a megrendelő-beszállító kapcsolattól független, harmadik fél, a tanúsító végzi.)
  - beszállítói audit, vagy másképp 2. fél általi auditot. (Ez az, amikor az auditot a megrendelő, vagyis az ügyfél végzi. Üzleti kapcsolatokban ez a külső fél által végzett audit bír még nagy jelentőséggel.)
- belső auditot
  - belső, vagy másképp első fél általi audit. (Ez az, amikor az auditot a saját vállalat munkatársa (vagy az ő megbízásából egy külső szakértő) végzi.)

### Tanúsító auditok
A tanúsító auditokat mindig egy független külső fél, a tanúsító szervezet hajtja végre a tanúsított cég megbízásából. Tanúsítást kérhet egy vállalat a saját irányítási rendszerére (pl. minőségirányítási rendszer, környezetközpontú irányítási rendszer, információbiztonsági irányítási rendszer, stb.), valamely projektjére vagy tevékenységére, vagy valamely termékére. 
A tanúsítás mindig a tanúsítás tárgyának felülvizsgálatát jelenti az azzal szemben támasztott (pl. szabvány által megfogalmazott) objektív követelményrendszerrel szemben, és az annak való megfelelőséget igazolja.
A tanúsítási eljárás mindig egy független, szabályozott eljárás, kötött lépésekkel, felülvizsgálatokkal, dokumentálási kötelezettséggel, no és persze meghatározott felelősségekkel. A tanúsítás elvégzéséhez éppen azért a tanúsító testületnek konkrét eljárással kell rendelkeznie az adott követelményrendszer (pl. szabvány) szerinti tanúsítási eljárás lefolytatására. Ez az eljárás a gyakorlatban, az üzleti életben akkor bír jelentőséggel, hogyha ennek az eljárásnak a megfelelőségét egy külső fél, egy akkreditáló testület is a nemzetközi követelményeknek megfelelően felülvizsgálta és annak megfelelőségét igazolta, azaz akkreditálta.
A tanúsítási eljárás menete általában a következő lépésekből áll:
- tanúsítás kezdeményezése,
- ajánlatadás és megállapodás a tanúsításról,
- tanúsított vállalkozás tanúsítás tárgyához kapcsolódó dokumentációjának áttekintése,
- tanúsítás helyszíni első szakaszának a lefolytatása,
- második tanúsítási szakasz előkészítése, auditterv elkészítése
- tanúsítás helyszíni második szakaszának a lefolytatása,
- eredmények dokumentálása (esetleg közben az auditon talált hibák, nem-megfelelések kijavítása),
- tanúsító testületen belül az audit lefolytatásának és eredményeinek az értékelése,
- a tanúsítvány odaítélése.

### Belső auditok
A belső audit céljai:
- Felkészülés a külső auditokra,
- Belső felülvizsgálatok annak érdekében, hogy minden a terv szerint halad-e,
- Belső hibák, fejlesztési lehetőségek feltárása céljából.

## Vizsgálat tárgya szerinti csoportosítás
Az audit tárgya szempontjából megkülönböztethetünk
- termékauditokat
- folyamatauditokat (eljárásauditokat)
- rendszerauditokat.

### Termékaudit
A szervezetnek auditálnia kell a termékeket a termelés és szállítás meghatározott fázisaiban, hogy igazolja azok megfelelőségét az összes előírt követelmény szerint, úgymint a termék összes mérete, funkció, csomagolás, címkézés. A termék auditot előre meghatározott gyakorisággal kell elvégezni.

### Eljárásaudit vagy folyamataudit
Az eljárásaudit célja valamely eljárás, vagy folyamat minőségének, alkalmasságának megítélése. A vizsgálat során ellenőrzik, hogy az eljárás végrehajtása során valamennyi vonatkozó előírást, utasítást, szabályzatot, paraméter betartottak-e, valamint az előírások alkalmasak-e a folyamatok szabályozására, hatékony megvalósítására, a folyamatok lefolyását az előírások szerint dokumentálják-e, a vonatkozó dokumentumok, feljegyzések alkalmasak-e a folyamat minőségének bizonylatolására. A használt dokumentumokat abból a szempontból értékelik, hogy célszerűek-e, nem tartalmaznak-e ellentmondásokat, redundanciákat. 

### Rendszeraudit
A rendszeraudit tárgya maga a tanúsítandó/tanúsított rendszer (pl. minőségirányítási rendszer, környezetközpontú irányítási rendszer, információbiztonsági irányítási rendszer, stb.) A rendszeraudit lefolytatása során mindig az adott rendszer és a hozzá kapcsolódó törvényi szabályozás (szabvány) mondja ki a követelményeket.

### Logisztikai audit
Objektív szemlélőként az auditor képes meghatározni azon területeket, melyek jelentős fejlesztési potenciált hordozhatnak. Szűk keresztmetszetek és tartalékok meghatározása a rendszerben, mellyel rendszerbe foglalhatóak a fejlesztési irányok.